# Ентолома
Ентолома (Entoloma) — рід грибів родини ентоломові (Entolomataceae). Назва вперше опублікована 1871 року.

## Назва
Походить від грецьких слів ἐντός (всередині) та λῶμ(α) (край), тобто дослівно означає «гриб з загнутим краєм».

## Практичне використання
Має їстівні види — Entoloma clypeatum, Entoloma abortivum. А також отруйні — Entoloma rhodopolium, Entoloma vernum.

## Галерея

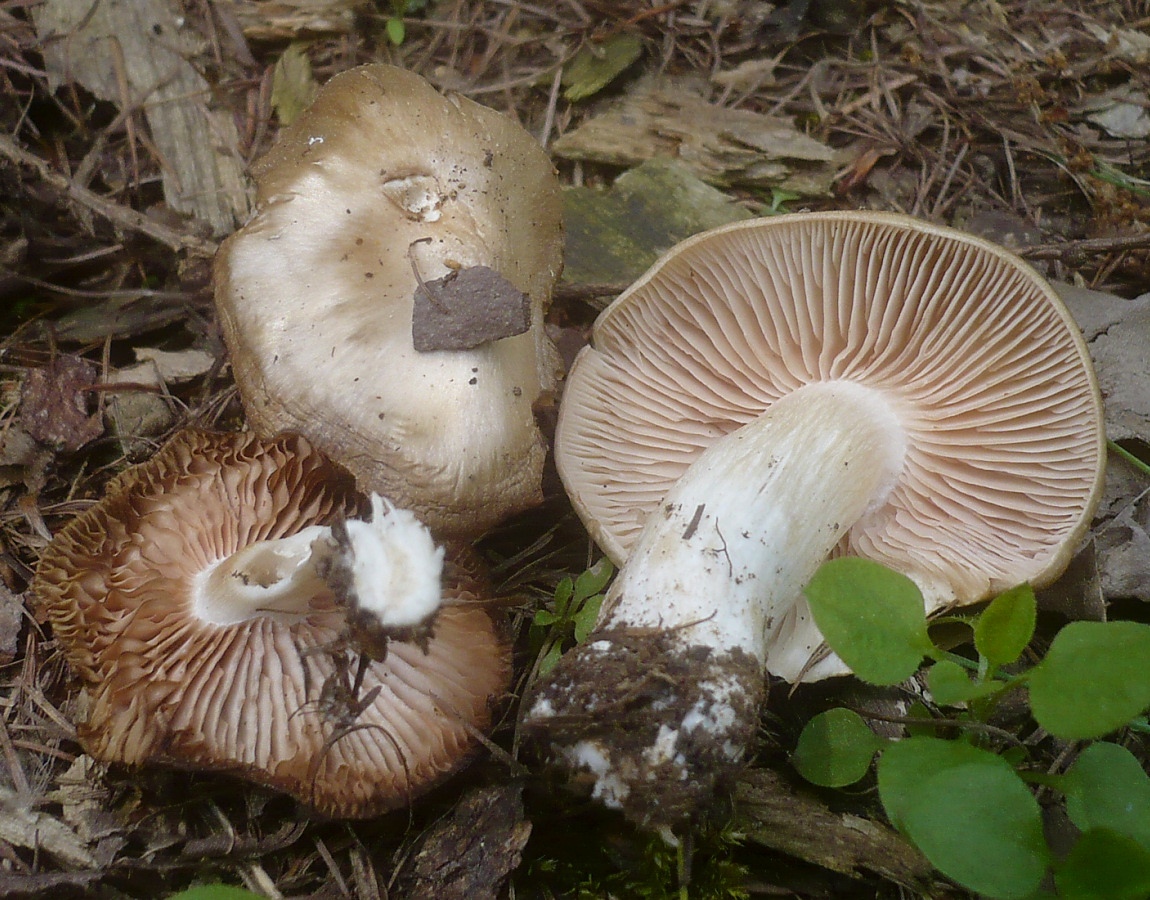
Entoloma clypeatum
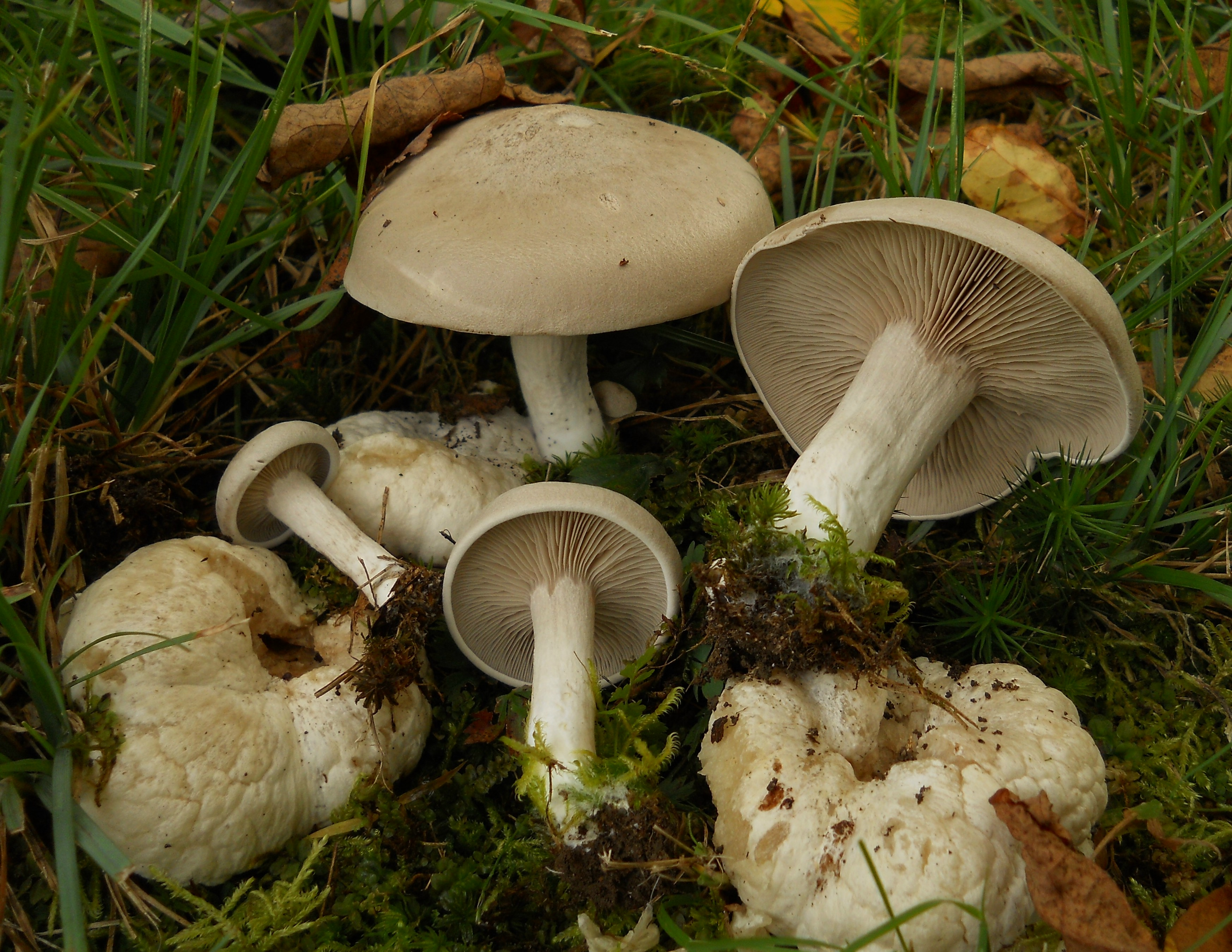
Entoloma abortivum
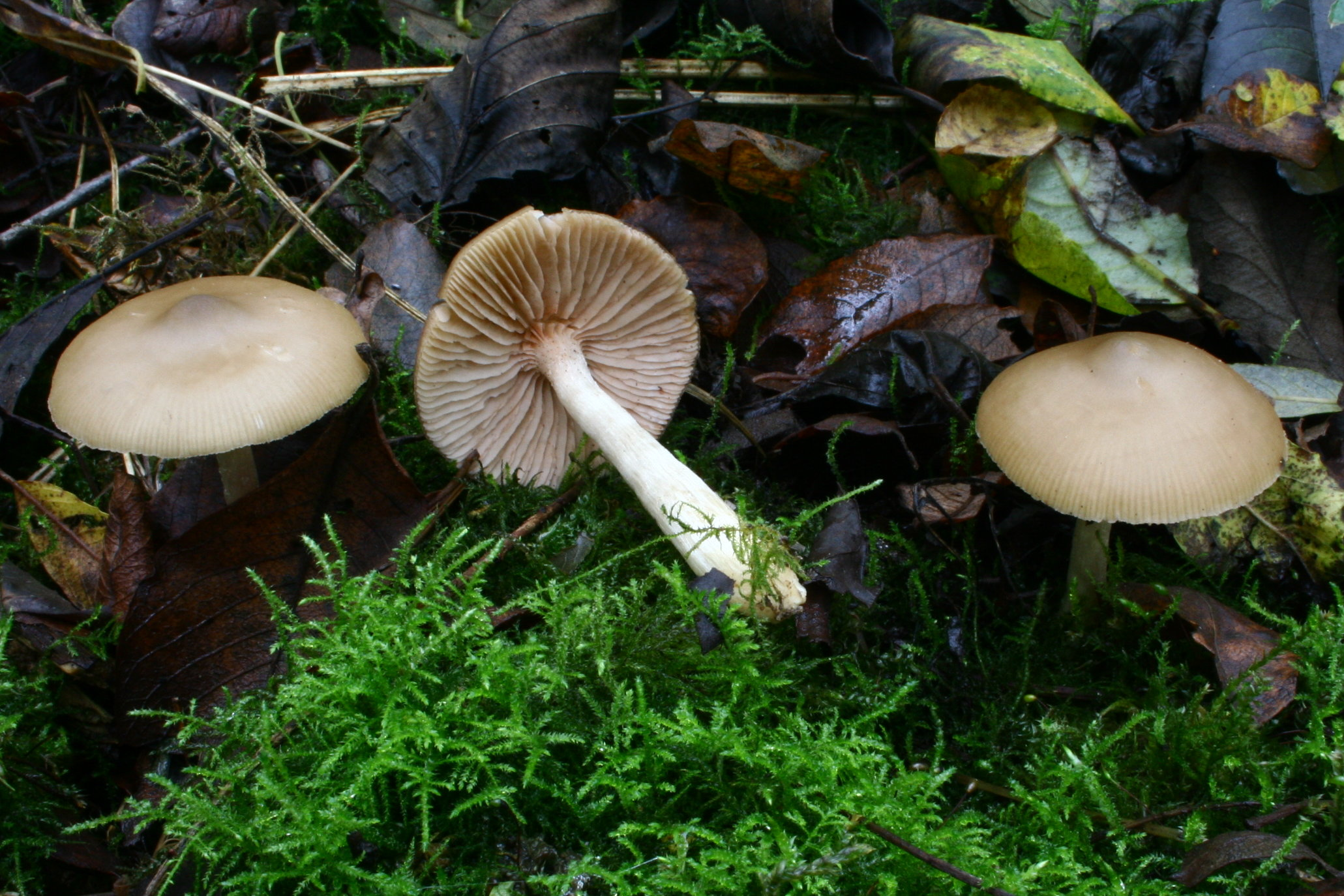
Entoloma rhodopolium

## Види
База даних Species Fungorum станом на 16.10.2019 налічує 1848 видів роду Entoloma (докладніше див. Список видів роду ентолома).